# Dümmer (meer)
Dümmer is een meer in de Duitse deelstaat Nedersaksen, district Diepholz. De rivier de Hunte stroomt vanuit het zuiden het meer in, en aan de noordkant er weer uit. Na het Steinhuder Meer is het Dümmermeer, ook wel  de Dümmer genoemd, het grootste meer van de deelstaat Nedersaksen.

## Naturpark
Het meer is 13,5 km² groot, als men een moerassig oevergebied  meetelt ongeveer 18 km². Het ligt nabij het toeristisch ontwikkelde en aan de Bundesstraße 51 gelegen  dorp Lembruch, gemeente Samtgemeinde Altes Amt Lemförde, ongeveer 10 km ten oosten van de plaats Damme, en 10 km ten zuiden van Diepholz en is onderdeel van het 500 km² grote Naturpark Dümmer. Dit natuurpark, waartoe ook een deel van de gemeente Stemwede in Noordrijn-Westfalen behoort, omvat verder o.a. wetlands, hoogveen- en laagveengebieden, in het westen bij de Autobahn A1 de beboste heuvelrug Dammer Berge (hoogste punt ongeveer 140 m boven zeeniveau) en 10 km ten zuidoosten van het meer nog een kleiner, heuvelachtig bosgebied met de naam Stemweder Berg. Het binnen het Naturpark Dümmer gelegen hoogveenreservaat Stemmer Moor, tien km ten oosten van het Dümmer meer, wordt door de grens tussen de beide deelstaten doorsneden. Het Naturpark wordt beheerd door de vereniging Naturpark Dümmer e. V. , die gevestigd is te Diepholz. Van de vereniging zijn vier Kreise en zestien gemeentes binnen of nabij het gebied lid. Deze vereniging heeft vooral de bevordering en stroomlijning van het toerisme tot doel, in overeenstemming met behoud, eventueel ecologisch herstel,  van natuur en landschap in het gebied dat door het Naturpark wordt omvat.
Aan de zuidoostpunt van het Dümmermeer is een klein vogelreservaat. In een wetland bij de zuidoever van de Dümmer zijn in 2023 o.a. enkele honderden broedende grutto's aangetroffen. Verder zijn er watersnippen,  kiekendieven, kieviten, hermelijnen, ooievaars en buizerds waargenomen. In Lembruch staat een museum gewijd aan de natuur en ecologie van het meer en aan de plaatselijke geschiedenis.
Op het meer kunnen verschillende watersporten worden beoefend. Voor kitesurfen is, ondanks protesten van beoefenaren van deze sport, de Dümmer nog verboden. Onder andere de sterke bijgeluiden tijdens de landing op het water, de hoge snelheden en  de felle kleuren van de kites zouden de vogels te zeer afschrikken. Waterskiën en surfen zijn wel toegestaan. 
Aan de oostoever bevinden zich enige campings. 
Het meer is vrijwel nergens dieper dan drie meter. Dat betekent, dat het in de winter, al tijdens een middelmatig strenge vorstperiode, geheel kan dichtvriezen. Gebeurt dat, dan wordt er op het meer volop geschaatst.

## Natuurherstel
Het meer werd in de Hitler-tijd ter voorkoming van overstromingen in de omliggende landbouwgebieden, van 1941 tot begin 1945 door Russische krijgsgevangenen als dwangarbeid, omdijkt. Al spoedig bleek, dat dit een nadeel had: tijdens de overstromingen werden voorheen bepaalde algen weggespoeld, die zich na de bedijking sterk in het meer vermenigvuldigden. Na ca. 1960 ontstond het ook elders in oppervlaktewateren voorkomend probleem van toenemende nitraat- en fosfaatgehaltes in het water. Door lozingen en uitvloeiing van meststoffen van de landbouw werd het water te voedselrijk, en is o.a. de visstand sterk achteruit gegaan. Sinds bijna alle boerenland rondom het meer in ongeveer 2004 overheidseigendom was geworden, wordt door de autoriteiten getracht, een balans tussen ecologische, landbouw- en recreatiebelangen te vinden. Daartoe was het in de periode vanaf ca. 1980  noodzakelijk gebleken, alle rond het meer gevestigde boerenbedrijven uit te kopen of te onteigenen; de sanering van het sterk vervuilde meer was tot dan toe stukgelopen op de agrarische belangen. Sindsdien is, mede door het treffen van uiteenlopende maatregelen, aanzienlijk herstel van de biodiversiteit in het meer opgetreden, uitgezonderd de visstand. Een nog voortdurend probleem is de regelmatig terugkerende blauwalgplaag. Ook het fosfaatgehalte in het water was in 2018 nog hoger dan aanvaardbaar.
Een bron van zorg voor met name milieu-verenigingen is de ontwikkeling van een groot vakantiewoningencomplex te Lembruch. Het kwam in 2022 gereed en kan in het hoogseizoen aan vierduizend toeristen onderdak bieden. Deze komen bijna allen met de auto, de recreatiedruk op het gebied dreigt hierdoor te groot te worden. Heropening van het spoorwegstationnetje te Lembruch is in 2019 als te duur afgewezen.